# Wollongong
Wollongong je grad u Novom Južnom Walesu, Australija. Nalazi se u regiji Illawarra. Godine 2018. procijenjena urbana populacija Wollongonga bila je 302 739, što ga čini trećim po veličini gradom u Novom Južnom Walesu i desetim po veličini u Australiji. Nalazi se 85 km južno od Sydneya.